# Frans Goris
Frans Goris (Antwerpen, 20 augustus 1867 - Kapellen, 12 mei 1947) was een Belgisch journalist en redacteur.

## Levensloop
Goris studeerde aan de Bisschoppelijke Normaalschool van Sint-Niklaas, alwaar hij in 1888 afstudeerde als onderwijzer.
Vervolgens stond hij enkele jaren in het onderwijs. In 1899 werd hij aangesteld als hoofdredacteur van Gazet van Antwerpen. Hij volgde in deze hoedanigheid Jan van Kerckhoven op, zelf werd hij als hoofdredacteur in 1938 opgevolgd door Louis Kiebooms.